# Goshen (Arkansas)
Goshen è un comune degli Stati Uniti d'America, situato in Arkansas, nella contea di Washington.